# 赫密斯卡巴拉
赫密斯卡巴拉（英語：Hermetic Qabalah），源自歐洲的秘教與神秘主義傳統，其根源為猶太教卡巴拉（英語：Kabbalah，字面意思是「接收」或「接受」）以及基督教卡巴拉，結合了占星學，煉金術與埃及、希臘、羅馬異教傳統，等等不同來源，受到赫密斯主義（Hermeticism）、黃金黎明（Golden Dawn）與新時代運動影響而興起。